# Acido pantotenico
L'acido pantotenico o vitamina B5 deriva dalla condensazione, tramite legame carboamidico, di una molecola di β-alanina con una molecola di acido pantoico; la forma chirale biologicamente attiva è solamente quella destrogira; la forma levogira può fungere da antagonista dell'isomero destrogiro; è instabile al calore, alle basi ed agli acidi ed è solubile in acqua; è un componente, insieme all'ADP e alla β-mercaptoetilammina, del Coenzima A ed anche della fosfopanteteina.

Struttura del Coenzima A

Struttura della fosfopanteteina

## Storia
Nel 1936 venne individuato un fattore la cui carenza nella dieta provocava la pellagra dei polli. Tale fattore venne chiamato, all'inizio, fattore del filtrato in quanto veniva ottenuto per dialisi di estratti di tessuti animali o vegetali.
La caratterizzazione della sua formula chimica e la sua sintesi avvennero nel 1940 e nel 1946 si comprese l'azione biologica di questo composto.

## Chimica
La fosfopanteteina agisce legandosi ad una serina della proteina trasportatrice di gruppi acili (ACP) la quale è importante nella sintesi degli acidi grassi.
La chiave dell'azione del CoA è il gruppo tiolico terminale che si lega ad un gruppo carbossilico formando un tioestere che presenta una variazione di energia libera elevata (~ -7,5 Kcal/mole) per la reazione di idrolisi, ovvero con un alto potenziale di trasferimento dei gruppi legati.
Il Coenzima A (CoA) funziona come trasportatore di gruppi acili e acetili e, come tale, entra nelle vie metaboliche dei carboidrati, degli aminoacidi, degli acidi grassi, dei composti steroidei e dei corpi chetonici. In particolare, interviene:
- nella sintesi dell'acido citrico per condensazione del CoA con acido ossalacetico,
- nella sintesi dell'acetilcolina per acetilazione della colina,
- nella sintesi del colesterolo,
- nella sintesi dei corpi chetonici
- nella sintesi dei composti steroidei,
- nell'ossidazione degli acidi grassi,
- nelle reazioni di decarbossilazione dei chetoacidi, con formazione di succinil-CoA che entra nel ciclo di Krebs e nella via di sintesi della protoporfirina.

Partecipa anche ad altre reazioni di acetilazione. Il CoA può donare infatti gruppi acili od acetili anche alle proteine determinando, così, regolazione di vari sistemi cellulari o protezione dalla proteolisi. Una di queste reazioni che nell'ultimo decennio ha suscitato estremo interesse è l'acetilazione degli istoni, coinvolta nella regolazione dell'espressione genetica.

## Biochimica umana
Gran parte dell'acido pantotenico viene ottenuto, nella dieta, dall'idrolisi, a livello dell'intestino, del Coenzima A ed esso viene poi assorbito mediante un meccanismo di trasporto attivo dipendente dal sodio. L'acido pantotenico contenuto nel plasma viene prelevato dalle cellule mediante un cotrasportatore Na-dipendente. Esso entra nella via di sintesi del Coenzima A la quale viene completata a livello dei mitocondri. Successivi fenomeni di idrolisi determinano il distacco dell'acido pantotenico il quale viene eliminato con le urine.

## Fonti alimentari
L'acido pantotenico sembra essere ubiquitario. Si trova, in particolare, nel fegato, nei fegatelli di pollo e manzo, nel lievito di birra, crusca di frumento, semi di sesamo, pappa reale. In minor misura: semi di girasole, soia, uova, piselli secchi, melassa grezza, farina integrale di grano saraceno e nei legumi, soprattutto come CoA e fosfopanteteina (85%).

## Carenza
Alterazioni cutanee come: arrossamenti, ragadi, dermatiti seborroiche. 

## Livelli di assunzione e tossicità
L'apporto giornaliero, al momento, non sembra ben definito. Ci si orienta, tuttavia, su una dose giornaliera di 5–10 mg.

Non sono noti effetti tossici, acuti o cronici, da alti dosaggi di acido pantotenico.
1. ↑  MedlinePlus. Pantothenic acid (Vitamin-B5), Dexpanthenol.  Natural Standard Research Collaboration.  U.S. National Library of Medicine.  Last accessed 4 January 2007.
2. ↑   Kimura S, Furukawa Y, Wakasugi J, Ishihara Y, Nakayama A, Antagonism of L(-)pantothenic acid on lipid metabolism in animals, in J. Nutr. Sci. Vitaminol., vol. 26, n. 2, 1980,  pp. 113-7, DOI:10.3177/jnsv.26.113, PMID 7400861.